# Claudia Tietje
Claudia Tietje (* 21. März 1973 in Otterndorf; † 11. Januar 2013 in Berlin) war eine deutsche Politikerin (SPD).

## Leben
Nachdem sie 1993 das Abitur gemacht hatte, studierte Tietje von 1993 bis 2001 Politikwissenschaften an der Freien Universität Berlin. Von 1997 bis 2004 war sie freie Mitarbeiterin bei n-tv. Von 2007 bis 2011 war sie bei der Bartels Entwicklungsgesellschaft tätig. Seit 2008 war sie freiberuflich in der Beratung und Kommunikation tätig.
1996 trat Tietje in die SPD ein, sie war dort Landesparteitagsdelegierte. Von 1997 bis 1999 war sie Fraktionsgeschäftsführerin der SPD-Fraktion in der Bezirksverordnetenversammlung Prenzlauer Berg, von 1999 bis 2001 war sie dort Mitglied.
Von 2001 bis 2006 war Tietje Mitglied des Abgeordnetenhauses von Berlin. Am 1. März 2011 rückte sie für Susann Engert erneut ins Abgeordnetenhaus nach. Tietje vertrat zuletzt den Wahlbezirk Pankow und gehörte dem Kulturausschuss an.
Sie verstarb am 11. Januar 2013 nach schwerer Krankheit.